# Kejser Wilhelms Ankomst til København
Kejser Wilhelms Ankomst til København er en dansk dokumentarisk optagelse fra 1905, der er instrueret af Peter Elfelt.

## Handling
Kejser Wilhelm 2. af Tyskland var en mindre velkommen gæst i Danmark. Både af personlige og politiske grunde ønskede kongehuset ikke nogen tæt forbindelse til ham.[kilde mangler] Men kejseren inviterede gerne sig selv. I denne optagelse ankommer han til Toldboden 31. juli 1905. Blandt de medvirkende ses Kong Christian 9. i kareten, Kronprinsen hilser på kajen (senere Frederik 8.) og Prins Christian (senere Christian 10.), der giver honnør i baggrunden iført lys militæruniform.